# Ефект Франца-Келдиша

Спектр міжзонного поглинання світла в електричному полі. Зліва показано повний спектр, справа - диференціальний

Ілюстрація пояснення ефекту

Ефект Франца-Келдиша — явище зміни поглинання світла напівпровідником в електричному полі, зокрема появи поглинання на частотах, менших від ширини забороненої зони напівпровідника.
Пояснення ефекту в тому, що в електричному полі хвильові функції квазічастинок не описуються більше плоскими хвилями, а функціями Ейрі і для них існує класично недоступна область простору. Хвости функцій Ейрі для електронів та дірок у класично недоступній області можуть перекриватися навіть для станів з різницею енергій, меншою від ширини забороненої зони.  
Явище назване на честь німецького фізика Волтера Франца та російського фізика Леоніда Келдиша, які відкрили його в 1957-1958 роках.  